# Deutsche Schwimmmeisterschaften 1986
Die 98. deutschen Meisterschaften im Schwimmen fanden im Juni 1986 in Hannover statt. Geschwommen wurde im Stadionbad und damit zum dritten Mal nach 1975 und 1983 in Niedersachsens größter Schwimmsportarena.
Im Finale über 200 m Schmetterling verbesserte Michael Groß seinen eigenen Weltrekord auf 1:56,24 min. Als deutscher Rekord sollte diese Bestmarke 32 Jahre lang Bestand haben, bis sie im Jahr 2018 von Ramon Klenz unterboten wurde.
| Disziplin           | Männer            | Männer            | Männer | Frauen           | Frauen           | Frauen |
| Disziplin           | Name              | Verein            | Zeit   | Name             | Verein           | Zeit   |
| ------------------- | ----------------- | ----------------- | ------ | ---------------- | ---------------- | ------ |
| 50 m Freistil       | Stephan Güsgen    | Dormagen          |        | Iris Zscherpe    | Berlin           |        |
| 100 m Freistil      | André Schadt      | Darmstadt         |        | Karin Seick      | SG Wiste         |        |
| 200 m Freistil      | Michael Groß      | Offenbach am Main |        | Iris Zscherpe    | Berlin           |        |
| 400 m Freistil      | Rainer Henkel     | SV Rhenania Köln  |        | Birgit Kowalczik | SV Rhenania Köln |        |
| 800 m Freistil      | Thomas Müller     | SV Rhenania Köln  |        | Birgit Kowalczik | SV Rhenania Köln |        |
| 1500 m Freistil     | Rainer Henkel     | SV Rhenania Köln  |        | Alexandra Russ   | SV Rhenania Köln |        |
| 50 m Brust          | Rolf Beab         | Dormagen          |        | Britta Dahm      | Duisburg         |        |
| 100 m Brust         | Bert Goebel       | Dormagen          |        | Britta Dahm      | Duisburg         |        |
| 200 m Brust         | Hartmut Wedekind  | Bochum            |        | Britta Dahm      | Duisburg         |        |
| 50 m Rücken         | Frank Hoffmeister | Wuppertal         |        | Sabine Paul      | Hamburg          |        |
| 100 m Rücken        | Thomas Lebherz    | Darmstadt         |        | Svenja Schlicht  | Hamburg          |        |
| 200 m Rücken        | Frank Hoffmeister | Wuppertal         |        | Svenja Schlicht  | Hamburg          |        |
| 50 m Schmetterling  | Stephan Güsgen    | Dormagen          |        | Karin Seick      | SG Wiste         |        |
| 100 m Schmetterling | Michael Groß      | Offenbach am Main |        | Susanne Schuster | Hildesheim       |        |
| 200 m Schmetterling | Michael Groß      | Offenbach am Main |        | Sabine Paul      | Hamburg          |        |
| 200 m Lagen         | Peter Bermel      | Hamburg           |        | Sandra Klein     | Bochum           |        |
| 400 m Lagen         | Ralf Diegel       | Dormagen          |        | Svenja Schlicht  | Hamburg          |        |